# ترنس آگارد
ترنس آگارد (هلندی: Terrence Agard؛ زادهٔ ۱۶ آوریل ۱۹۹۰) دونده اهل هلند است.
وی در مسابقات کشوری و بین‌المللی در مجموع برندهٔ ۱ مدال نقره شده‌است.